# Гессертсхаузен
Гессертсхаузен (нем. Gessertshausen) — община в Германии, в Республике Бавария.
Община расположена в правительственном округе Швабия в районе Аугсбург и непосредственно подчиняется управлению административного сообщества Гессертсхаузен, являясь его центром. Официальный код — 09 7 72 148.
По данным на 31 декабря 2015 года:
- территория — 4134,46 га;
- население — 4173 чел.;
- плотность населения — 100,93 чел./км²;
- землеобеспеченность с учётом внутренних вод — 9907,64 м²/чел.

## Население
По оценке на 31 декабря 2015 года население общины Гессертсхаузен составляет 4173 чел. 

| Дата      | 1840 | 1871 | 1900 | 1925 | 1939 | 1950 | 1961 | 1970 | 1987 | 2011 |
| --------- | ---- | ---- | ---- | ---- | ---- | ---- | ---- | ---- | ---- | ---- |
| Население | 1396 | 1604 | 1692 | 1939 | 1954 | 3156 | 2906 | 2963 | 3862 | 4098 |

| Год       | 1960 | 1970 | 1980 | 1990 | 2000 | 2009 | 2010 | 2011 | 2012 | 2013 | 2014 | 2015 |
| --------- | ---- | ---- | ---- | ---- | ---- | ---- | ---- | ---- | ---- | ---- | ---- | ---- |
| Население | 2848 | 2978 | 3465 | 3981 | 4333 | 4247 | 4199 | 4090 | 4078 | 4088 | 4134 | 4173 |